# Légende de Hammam Meskhoutine
 (juin 2007).
Si vous disposez d'ouvrages ou d'articles de référence ou si vous connaissez des sites web de qualité traitant du thème abordé ici, merci de compléter l'article en donnant les références utiles à sa vérifiabilité et en les liant à la section « Notes et références ».
La légende de Hammam Meskhoutine est liée au site qui porte le même nom, dans la région de Guelma, ville du Nord-Est de l’Algérie.
Le site est connu pour sa source chaude et sa cascade (e’Chellala) (arabe : الشلالة) et pour sa station thermale.
La morale de la légende : ne pas croire qu’on puisse toujours être au-dessus de tout, quand on est le plus fort.

## L'histoire racontée par la légende
Il y a de cela très très longtemps vivait dans cette belle région de l'Algérie, une tribu puissante et redoutée dans tout le pays. Enfant déjà, le héros de l’histoire s’illustre par son intelligence et sa supériorité dans le jeu avec les autres petits enfants de son âge. Homme, il devient le cavalier le plus valeureux de toute la tribu. Rien ne paraissait pouvoir l’arrêter. Les sages de la tribu essayaient, en vain, de lui inculquer les principes de la force maîtrisée. Difficile de croire en autre chose qu’en sa propre force quand on est le plus fort de tous et dans tous les domaines ...
Le valeureux cavalier avait une sœur qui aussi était la plus belle femme qu’on ait jamais vue dans toute la région et même dans tout le pays, chose qui poussa hélas notre puissant cavalier à être persuadé de plus en plus de sa supériorité ... 
Le jour vint où notre cavalier, devenu le plus grand guerrier qu’ait connu tout le pays, voulut aimer une femme. Il n’en trouva point à son goût. La seule qui lui plut fut sa propre sœur, laquelle ne s’opposa pas à cette idée. Les gens scandalisés crièrent au sacrilège. Les sages dénoncèrent avec véhémence cette nouvelle profanation ... et voulurent l’en dissuader et l’appeler à la raison ...
Rien de cela ne suffit. Il persista dans son entreprise, organisa la fête de mariage qui fut célébrée sur la plus belle colline de toute la vallée. Beaucoup ne voulant pas assister à ce mariage incestueux quittèrent les lieux. Quelques-uns choisirent le camp du puissant guerrier qui trouva même un Cadi (juge) pour officialiser son union ... et la fête commença ...
Les habitants de la région, enfuis, ne revinrent à cet endroit qu’un certain temps après cet « événement ». Ils n’en crurent guère leurs yeux. Ils se trouvèrent devant une scène effrayante : les mariés furent pétrifiés au moment où ils allèrent officialiser leur union, ainsi que tous leurs invités, le Cadi corrompu voulant prendre la fuite le fut à son tour à quelques lieues de là ... 
Cette effroyable scène se tient de nos jours au même endroit, les mariés sont toujours là se regardant, les invités discutant et écoutant de la musique, le juge s’enfuyant sur la montagne d’en face ... tous changés en pierre... pour rester une leçon pour l'éternité.